# Rhodes (Anglia)
Rhodes – wieś w Anglii, w hrabstwie Wielki Manchester, w dystrykcie Rochdale. Leży 9,1 km od miasta Rochdale, 7 km od miasta Manchester i 268,4 km od Londynu. W 2015 miejscowość liczyła 2893 mieszkańców.